# Velký australský záliv
Velký australský záliv je zálivem v Indickém oceánu, který se rozkládá v záhybu australského kontinentu. Má rozlohu 494 000 km² a šířku 1 150 km. Hloubky se pohybují kolem 100 m. Na jihu sousedí s Indickým oceánem, na severu s útesy Nullarborské planiny. Záliv je na západě ohraničen mysem Cape Pasley a na východě mysem Cape Carnot. Pevnina záliv obklopující sestává převážně z pouští a polopouští, proto do něj neústí žádný významnější vodní tok. Pobřeží je jen velmi řídce osídleno, takže tu nejsou ani žádné větší přístavy.